# Volvo LV81-serie
De Volvo LV81-serie is een serie vrachtwagens, geproduceerd door de Zweedse automaker Volvo tussen 1935 en 1940.
Volvo presenteerde deze nieuwe serie middelzware vrachtwagens in 1935. De wagen was verkrijgbaar in twee uitvoeringen, de kleinere LV81-86 met zijklepmotor en de sterkere LV93-95 met kopklepmotor. In tegenstelling tot de oudere modellen is de motor boven de vooras geplaatst in plaats van daarachter. Dit komt de gewichtsverdeling tussen voor- en achteras ten goede. In 1936 is de DC-motor van de LV93-95 vervangen door de grotere en modernere FC-motor. Beide motoren waren ook beschikbaar in Hesselmanuitvoering.

## Motoren
| Model   | Jaar        | Motor                              | Cilinderinhoud | Vermogen | Brandstofsysteem   | Brandstof         |
| ------- | ----------- | ---------------------------------- | -------------- | -------- | ------------------ | ----------------- |
| LV81-86 | 1935 - 1940 | EC: zescilinder zijklep lijnmotor  | 3670 cm³       | 75 pk    | Enkele carburateur | benzine           |
| LV93-95 | 1935        | DC: zescilinder kopklep lijnmotor  | 4097 cm³       | 75 pk    | Enkele carburateur | benzine           |
| LV93-95 | 1935        | HA: zescilinder kopklep lijnmotor  | 4097 cm³       | 75 pk    | Hesselmanmotor     | benzine en diesel |
| LV93-95 | 1936 - 1939 | FC: zescilinder kopklep lijnmotor  | 4394 cm³       | 90 pk    | Enkele carburateur | benzine           |
| LV93-95 | 1936 - 1939 | FCH: zescilinder kopklep lijnmotor | 4394 cm³       | 90 pk    | Hesselmanmotor     | benzine en diesel |

## Galerij

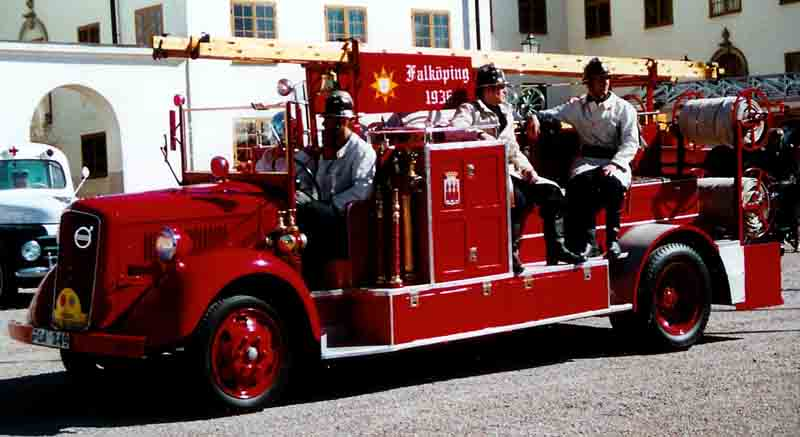
Volvo LV84 brandweervoertuig, 1936
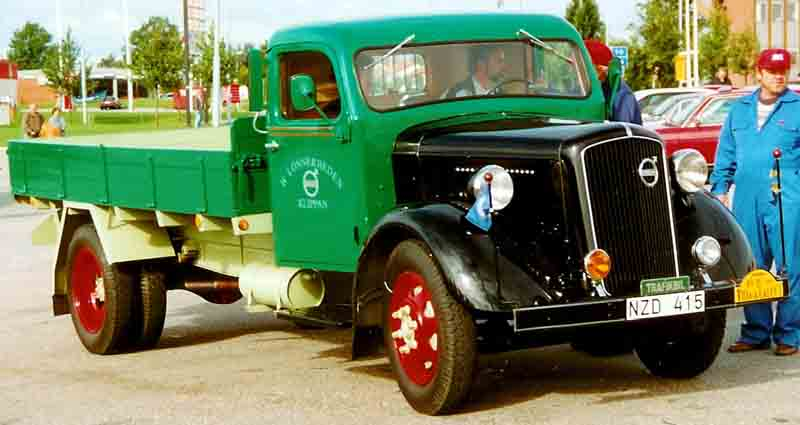
Volvo LV84, 1937
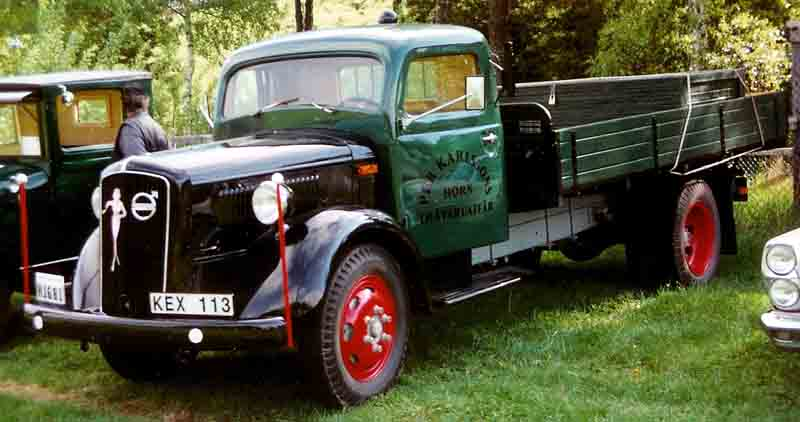
Volvo LV94, 1937
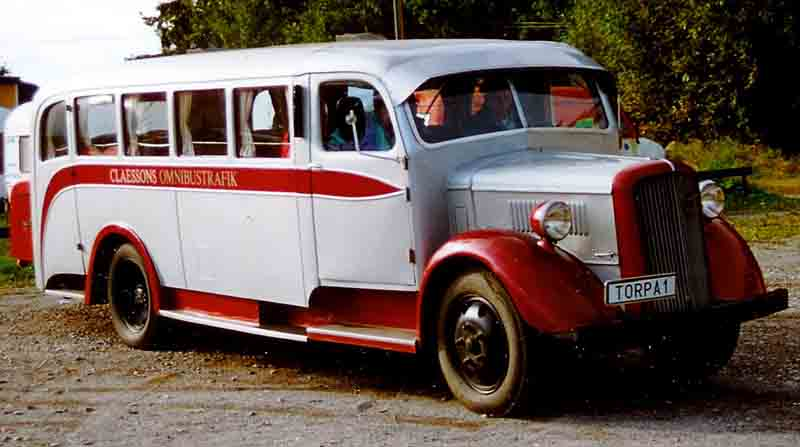
Volvo LV84 autobus, 1938